# Kmara

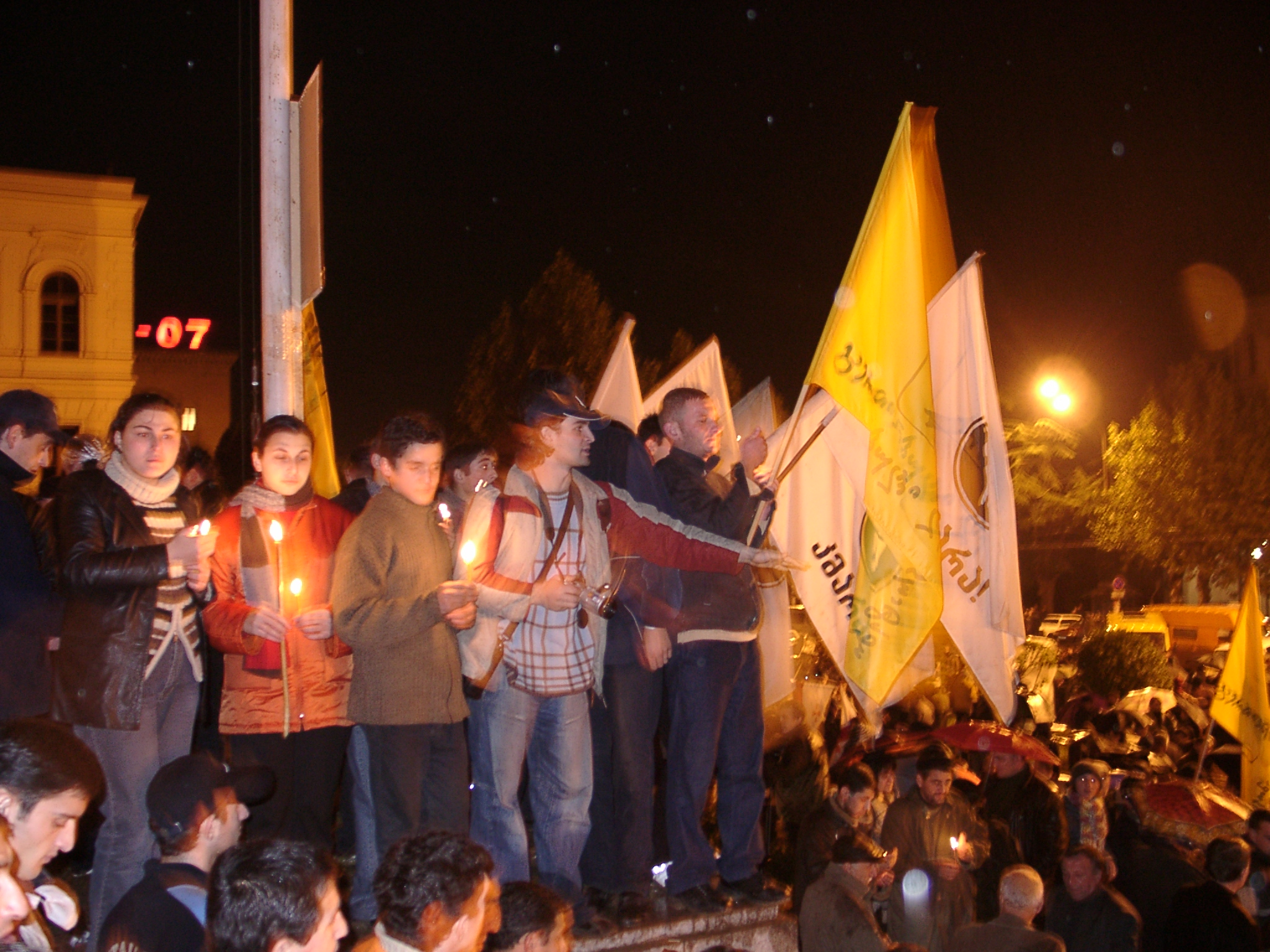
Członkowie Kmary podczas rewolucji róż, 9 listopada 2003

Kmara (კმარა, pol. Dosyć) – młodzieżowa organizacja gruzińska. Odegrała dużą rolę podczas rewolucji róż w listopadzie 2003 roku.
Kmara powstała w wyniku połączenia organizacji studenckich, organizujących w czerwcu 2003 roku akcje antyrządowe. Hasłem przewodnim protestów był okrzyk Kmara (Dosyć), które stało się później nazwą organizacji. Głównym postulatem ruchu było odsunięcie od władzy prezydenta Gruzji Eduarda Szewardnadze.
Ruch wzorował się na serbskim ruchu młodzieżowym Otpor, który odegrał dużą rolę podczas serbskiej rewolucji buldożerów. Podobnie jak Otpor, Kmara wykorzystywała sztukę i satyrę do efektywnego przekazywania treści politycznych, miała wsparcie organizacji międzynarodowych i korzystała z Internetu w celu dotarcia do większej grupy odbiorców. We wrześniu 2003 roku członkom Kmary udało się przyciągnąć uwagę mediów po zorganizowaniu protestu przeciwko korupcji w Tbilisi.
Logo Kmary, zaciśnięta pięść, została zapożyczona od Otporu.
Organizacja szybko zdobyła rozgłos w Gruzji, pomimo niewielkiej liczby członków przed wybuchem protestów społecznych w listopadzie 2003 roku. Początkowo ruch robił wszystko, by sprawić wrażenie o wiele większej organizacji, niż była w rzeczywistości. Władze gruzińskie oskarżały niewielki ruch młodzieżowy o bycie finansowanym przez Rosję. Oskarżenie to przełożyło się na rozgłos Kmary.
Działająca podczas pomarańczowej rewolicji ukraiński ruch młodzieżowy Pora wzorował się na doświadczeniu serbskiego Otporu i gruzińskiej Kmary.